# Zalasowa
Zalasowa est une localité polonaise de la gmina de Ryglice, située dans le powiat de Tarnów en voïvodie de Petite-Pologne.